# SBS 국민의 선택
《SBS 국민의 선택》은 대한민국의 SBS에 방송한 선거 특집 프로그램이다.

## 변천사
- 기초자치의원선거 개표방송[1] (1991년 3월 기초의원 선거)
- 광역자치의원선거 개표방송 (1991년 6월 광역의원 선거)
- 제14대 국회의원 선거 개표실황[2] (14대 총선)
- 제14대 대통령선거 개표실황 선택 '92 (14대 대선)
- SBS '95 4대선거 (1회 지선)
- '96 총선 국민의 선택 (15대 총선)
- 제15대 대통령선거 SBS 개표방송 (15대 대선)
- '98 지방선거 (2회 지선)
- 총선 2000 국민의 선택 (16대 총선)
- 2002 국민의 선택 (3회 지선)
- 2002 국민의 선택 (16대 대선)
- 2004 국민의 선택 (17대 총선)
- 2006 국민의 선택 (4회 지선)
- 2007 국민의 선택 (17대 대선)
- 2008 국민의 선택 (18대 총선)
- 2010 국민의 선택 (5회 총선)
- 2012 국민의 선택 (19대 총선)
- 2012 미국의 선택 (2012년 미국 대선)
- 2012 국민의 선택 (18대 대선)
- 2014 국민의 선택 (6회 지선)
- 2016 국민의 선택 (20대 총선)
- 2016 미국의 선택 (2016년 미국 대선)
- 2017 국민의 선택 (19대 대선)
- 2018 국민의 선택 (7회 지선)
- 2020 국민의 선택 (21대 총선)
- 2020 미국의 선택 (2020년 미국 대선)
- 4.7 재보선 국민의 선택 (2021년 재보궐선거) - 공휴일 아님
- 2022 국민의 선택 (20대 대선)
- 2022 국민의 선택 (8회 지선)
- 2024 국민의 선택 (22대 총선)
- 2025 국민의 선택 (21대 대선)

## 같이 보기
- 개표방송
- 투표